# میمون جیغ‌کش سرخ ونزوئلایی
میمون جیغ‌کش سرخ ونزوئلایی (نام علمی: Alouatta seniculus) گونه‌ای میمون از سرده میمون‌های جیغ‌کش است. این جانور به خاطر صداهای بلندی که از حنجرهٔ خود بیرون می‌آورد و با آن دیگر اعضای گونهٔ خود را صدا می‌زند یا بدان‌ها هشدار می‌دهد معروف است. صدای «جیغ» این میمون بلندتر از هر جانوری روی زمین و تنها قابل مقایسه با صدای نهنگ‌های بی‌دندان است.